# سلیمان دمبله
سلیمان دمبله (انگلیسی: Souleymane Dembélé؛ زادهٔ ۳ سپتامبر ۱۹۸۴) بازیکن فوتبال اهل مالی است.
از باشگاه‌هایی که در آن بازی کرده است می‌توان به باشگاه ورزشی جولیبا و باشگاه فوتبال الفتح اشاره کرد.
وی همچنین در تیم ملی فوتبال مالی بازی کرده است.